# Премудрый пискарь
«Прему́дрый писка́рь» (в некоторых современных детских изданиях — «Премудрый пескарь») — сатирическая сказка Михаила Салтыкова-Щедрина, вышедшая в 1883 году.

## История создания и публикации
Написана в декабре 1882 — первой половине января 1883 года. Впервые опубликована в сентябре 1883 года в № 55 эмигрантской газеты «Общее дело» (Женева), с. 2—4, вместе со сказками «Самоотверженный заяц» и «Бедный волк», под редакционной рубрикой «Сказки для детей изрядного возраста», без подписи. В России впервые — в журнале «Отечественные записки» № 1, 1884, с. 275—280 (16 января). Как книжное издание —  в публикации вольной гектографии «Общественная польза», под общим заглавием «Сказки» и под подписью Н. Щедрин. Женевское издание в течение 1883 года (до публикации сказок в «Отечественных записках») в разных форматах выпускалось восемь раз (шесть раз с указанием даты выпуска и два раза без указания). Издание распространялось участниками «Народной воли», о чём свидетельствует печать на ряде сохранившихся экземпляров («Книжная агентура Народной воли»). Одно из изданий сборника с обозначением даты выпуска в отличие от всех других содержит только одну сказку — «Премудрый пискарь».

## Сюжет
В реке живёт пискарь. Его родители прожили аредовы веки и умерли своей смертью, хотя его отец сам чуть было не попал в уху. Перед смертью отец дал ему наставление, чтобы тот всегда был осторожен (ведь всюду опасность), а более всего предостерегал от удочки: «Пуще всего берегись уды! — говорил он, — потому что хоть и глупейший это снаряд, да ведь с нами, пискарями, что глупее, то вернее». Пискарь, поняв, что кругом его окружает смертельная опасность: «кругом, в воде, всё большие рыбы плавают, а он всех меньше; всякая рыба его заглотать может, а он никого заглотать не может. <…> Рак может его клешней пополам перерезать, водяная блоха — в хребет впиться и до смерти замучить». Пискарь решает вырыть себе маленькую нору, чтобы никто, кроме него, не мог там поместиться, и никогда не выходит из норы днём, а ночью, когда все спят, ненадолго вылезает из неё, чтобы выполнить ночной моцион.
Прошло сто лет. Пискарь по-прежнему всего боится и не вылезает из норы. Он уже больной, старый, почти слепой, но рад тому, что своей смертью умирает так же, как умерли его мать и отец. И тут его начинают мучить сомнения, так как за всю свою жизнь он так и не обзавёлся семьёй, ни с кем не общался: «Вся жизнь мгновенно перед ним пронеслась. Какие были у него радости? кого он утешил? кому добрый совет подал? кому доброе слово сказал? кого приютил, обогрел, защитил? кто слышал о нём? кто об его существовании вспомнит?». В полузабытьи он видит былые честолюбивые сны, будто выиграл он двести тысяч рублей и сам щук глотает. Засыпая, пискарь забывается, его рыло вылезает из норы, и после этого пискарь непонятным образом исчезает. Заканчивается сказка предположением:

Что тут случилось — щука ли его заглотала, рак ли клешнёй перешиб, или сам он своею смертью умер и всплыл на поверхность, — свидетелей этому делу не было. Скорее всего — сам умер, потому что какая сласть щуке глотать хворого, умирающего пискаря, да к тому же ещё и премудрого?

## Использование выражения
Выражение «премудрый пескарь» использовалось как нарицательное, в частности, В. И. Лениным в борьбе с российскими либералами, бывшими «левыми октябристами», перешедшими к поддержке право-либеральной модели конституционной демократии после роспуска Думы первого созыва Николаем II:

О, премудрые пескари пресловутой прогрессивной «интеллигенции»! Защита интеллигентскими радикалами мирнообновленцев, поворот центрального органа партии к.-д. к мирному обновлению тотчас после инструкций о бланках, это все — типичные образчики либеральной тактики. Правительство шаг вправо, — а мы два шага вправо! Глядишь — мы опять легальны и мирны, тактичны и лояльны, приспособимся и без бланков, приспособимся всегда применительно к подлости! Это кажется либеральной буржуазии реальной политикой.— В. И. Ленин, Подделка правительством думы и задачи социал-демократии, 1906 г., ПСС В. И. Ленина, т. 14, с. 199. Дата обращения: 17 июля 2012. Архивировано 2 декабря 2013 года.
Согласно «Энциклопедическому словарю крылатых слов и выражений», Салтыков-Щедрин под видом пескаря изобразил российскую либеральную интеллигенцию, озабоченную только выживанием; в иронически-иносказательном смысле выражение используется в значении: человек-конформист, социально или политически пассивный трусливый человек, который возводит свой конформизм в ранг философии.

## Критика
По мнению комментаторов и критиков, сказка посвящена сатирической критике малодушия и трусости, которые овладели общественными настроениями части интеллигенции после разгрома народовольцев.
Писатель и критик Константин Арсеньев заметил, что сказка «Премудрый пискарь» перекликается с «Вечером четвертым» из «Пошехонских рассказов», появившемся в № 10 «Отечественных записок» за 1883 год, где публицист Крамольников обличает либералов, прячущихся от суровой действительности в «норы», заявляя, что таким путём им спастись всё-таки не удастся.
Впоследствии, на основании этого сходства и посчитав за первую публикацию сказки появление её в России в январе 1884 года, писатель Иванов-Разумник сделал вывод, что идея «Пискаря» первоначально была высказана в третьем пошехонском «вечере». В действительности же речь Крамольникова в «Пошехонских рассказах» не предвещает, а повторяет идею уже до того написанной и опубликованной в зарубежном «Общем деле» сказки «Премудрый пискарь».

## Экранизации
В 1979 году режиссёр В. Караваев выпустил по сказке одноимённый мультфильм (студия «Союзмультфильм», продолжительность — 9 минут 23 секунды).

## Иллюстрации
Сказка многократно иллюстрировалась, например, такими художниками, как Кукрыниксы (1939), Ю. Северин (1978), М. Скобелев и А. Елисеев (1973).